# Estación Alto de Las Plumas

Tren mixto a punto de partir de la estación con movimientos de cargas en su andén.

Alto de Las Plumas es una ex estación ferroviaria, ubicada en el Departamento Mártires, del Ferrocarril Central del Chubut que unía la costa norte de la Provincia del Chubut con la localidad de Las Plumas en el interior de dicha provincia.La estación se encuentra a 15 kilómetros noreste de la localidad de Las Plumas, sobre la Ruta Nacional 25.

## Toponimia

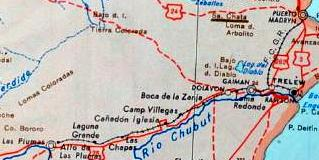
Mapa de los puntos más relevantes del ferrocarril en 1962 con Altos de Las Plumas sin unirse con Las Plumas por ferrocarril.

El nombre de la estación se debe a que se encuentra cerca del paraje Paso de las Plumas, que corresponde a un vado sobre el río Chubut. En cuanto a la palabra "Alto"  se debe a que se encuentra en un lugar más alto que otra población cercana llamada Bajo de las Plumas. En tanto,  la referencia a "Las Plumas" se vincula con la gran cantidad de plumas de ñandú que se encontraban en estos parajes cuando los grupos aborígenes patagónicos (Tehuelches) abandonaban las carcasas de este animal luego de su caza y de haberlos aprovechado para alimentarse de su carne.
Por otro lado, la estación tuvo otros apodos: el más conocido apareció en algunos itinerarios de la línea como Kilómetro 242.En tanto, fue llamada Punta Rieles por los empleados.

## Características
Se encontraba en el kilómetro 241 de la vía férrea y a aproximadamente 376 metros sobre el nivel del mar. Esto la convirtió en el punto más elevado sobre el nivel del mar de todo el ramal. Un informe de 1958 afirma la estación era de tipo P. E. C.H.  capaz de brindar todos los servicios del ferrocarril: pasajeros, encomiendas, cargas y hacienda. Por otro lado, este punto era de los más importante del ferrocarril; dado que el posteo telefónico que acompañaba a los rieles tenía aquí un interruptor de funcionamiento en uno de los galpones.
En cuanto a su equipamiento existen tres fuentes que revelan la infraestructura de Alto de Las Plumas: La primera es el itinerario de 1934 que arrojó:
- Galpón 200 m2.
- Rampa de costado.
- 2 Rampa de punta.
- Corral 130 m2 con un bebedero
- Triángulo.
- Tanque de 25 m3.
- Vía secundaria 600 m.
- Vías auxiliares 1148 m.[8]

En cambió, el itinerario de 1940 describe la siguiente infraestructura:
- Galpón 300 m2.
- Rampa de costado.
- 2 Rampa de punta.
- Triángulo.
- Corral de 130 m2 con 3 bebederos.
- Tanque de 85 m3.
- Vía secundaria 708.
- Vías auxiliares 1637.[9]

La otra fuente es una recopilación de datos del itinerario de 1945 e informes de la época de clausura detalló:
- Galpón 300 m2.
- Rampa de costado.
- 2 Rampa de punta.
- Triángulo.
- Corral de 130 m2 con 3 bebederos.
- Tanque de 85 m3.
- Vía secundaria 708.
- Vías auxiliares 1637.[10]

Posiblemente, la diferencia entre los documentos se deba a una mejor medición, ampliación o un error en la recopilación de datos. El eje principal de esta estación estaba dado por ser clave en la recepción de lanas y leñas que eran enviados a Madryn.

## Historia
La zona siempre fue de difícil acceso en general pasando el poblado de Dolavon. Solo el ferrocarril podía acceder cómodamente hasta Altos de Las Plumas. La localidad de Las Plumas fue oficialmente fundada el 11 de julio de 1921. En junio de 1922 se firmó la compraventa del Ferrocarril Central del Chubut hacia el estado. La estatización fue parte del plan que preveía conectar los ferrocarriles del Estado Nacional en la Patagonia mediante una red de trocha económica de 75 centímetros, prolongando el ferrocarril hasta la Cordillera de los Andes pero reduciendo su trocha de 1 metro a 75 centímetros. El mismo año inició la prolongación pero las obras se detuvieron en enero de 1925 cuando finalizaron prematuramente las obras de ampliación del ramal que habían comenzado desde la Dolavon hasta Paso de Indios. La idea era extender el ferrocarril hasta conectarlo con la Trochita. De este modo, el ferrocarril nacería en costa y arribaría hasta la cordillera de los Andes. Sin embargo, la construcción quedó paralizada en Las Plumas; estableciéndose esta estación como terminal occidental.
El sitió donde se levantó la estación estaba despoblado y a pesar de los recursos materiales que el ferrocarril explotó no impidieron que el tramo desde Boca de la Zanja hasta la punta de riel en Las Plumas permaneciera ocioso para el servicio de pasajeros. De este modo, al no contar con población significativa esta extensa porción del ferrocarril fue considerada optativa de uso para subir y bajar pasajeros. Esto determinó que las estaciones y desvíos hasta la punta de riel hayan permanecido clausurados o reducidos a apeaderos gran parte de los itinerarios. En cambió, la estación punta de riel centró su labor en la explotación del valioso mineral caolín; que abunda en la zona y fue exportado al norte del país en grandes cantidades desde esta estación, Las Chapas, Boca de la Zanja y Campamento Villegas. Otro de los movimientos fuertes y constantes de la estación era recibir desde Las Plumas leña mediante los carreros que traían palos de molle.
En su apogeo este paraje llegó a contar, gracias al ferrocarril,  con un hotel muy típico, donde en algún momento se debe haber albergado mucha gente de paso. También, aun en funcionamiento, un almacén de ramos generales, muy conservado respecto a los años cincuenta. El mismo cuenta con una barra de madera gigante, algunas botellas antiguas ,mesas y sillas labradas antiquísimas. Además, hubo una escuela, un tanque muy grande de agua, y un galpón de 300 metros.La localidad llegó a reunir 7 u 8 familias. 
Aun para 1951 la Gobernación Militar de Comodoro Rivadavia elaboró un informe de la situación e historia del ferrocarril. El documento confirma a esta localidad como una de las principales de todo el tendido ferroviario.
Esta descripción de que se llegó a conformar un pequeño caserío concuerda con los testimonios de los ferroviarios que trabajaron en este poblado y que fueron recogidos en el libro Los Ferroviarios que Perdimos el Tren:

«En Altos de Las Plumas también había un negocio, un hotel. Allí paraban los que venían del campo y Esquel». .
Ignacio Bernárdez

«Boca de la Zanja era la última estación donde la máquina podía tomar agua. Luego no había donde tomar agua. Por eso, en ese lugar se enganchaban vagones cisternas con agua potable para todas las estaciones hasta Altos de las Plumas (....) En Alto de Las Plumas terminaba el viaje y la vía en medio del desierto. No había una gran ciudad, puertos ni nada que justificara que se hubiera tendido el riel hasta ese lugar. Era como si una mano invisible hubiese estaqueado el progreso en medio de la meseta patagónica (...) en 1957 se levantó una casilla de chapa y madera para el personal que tenía que pasar la noche en esta localidad. Alcance a ver construcciones dispersas sin orden la casa de la maestra que servía de escuela, otra donde vivía un agente de policía y el galpón de cargas».
Peter Seibt

En tren dejó de circular en 1961 y comenzó la desconexión. A los pocos años los mismos pobladores levantaron parte de las vías y durmientes para hacer corrales o alambrados. El poblado que creció junto a la estación fue perdiendo su identidad ferroviaria poco a poco junto con su población y no tardó en volverse un paraje. Actualmente, Alto de las Plumas esta desprovisto de su antiguo aspecto de pueblo casi sin habitantes.
Por otro lado, la localidad hermana de Bajo Las Plumas, desde mediados de los noventa, también comenzó un proceso de éxodo poblacional con la caída de la rentabilidad del ganado. Para 2010 se volvió el pueblo que más población pierde de Argentina. Las cenizas arrastradas tras las erupciones del Volcán Puyehue desde la década de 1990 a 2013 complicaron más el panorama económico. El poblado vio acelerada la muerte del ganado que ya venía golpeado por la extensa sequía.
El pueblo vivió su época dorada, según sus pobladores, desde 1930 de 1990; cuando todo el mundo iba a trabajar al campo, tenía su ganado y pasaba el ferrocarril. Hoy el pueblo solo vive de empleo estatal y piensa en la minería o el turismo como paliativos para revertir su dramática situación de muerte.

## Funcionamiento
Un análisis de itinerarios de horarios de este ferrocarril a lo largo del tiempo demuestra como fue variando  el tiempo de arribo de los trenes a Alto de Las Plumas como estación. 
La estación figuró en el informe de horario del año 1928 que mostró al ferrocarril completamente dividido en dos líneas. Desde Madryn partía la línea «Central del Chubut» con destino a Dolavon, previo paso por las intermedias. La segunda era llamada «A Colonia 16 de Octubre». Aunque el tren no arribaba a dicha colonia, lo hacía en combinación con buses. Esta línea recorría el resto del tendido hasta Alto de Las Plumas. Sin embargo, el punto de salida era Rawson y no Madryn. El viaje iniciaba los lunes y viernes a las 9:25 y culminaba a las 18:57 en esta estación. Luego el viaje de descenso se hacía el martes y sábados desde las 8:00 horas con arribo a Rawson a las 17:10.
El segundo informe de 1930 expuso unificadas las dos líneas anteriores y puso a Madryn como cabecera. El viaje partía los lunes y viernes de estación Puerto Madryn a las 7:30 y arribaba a Las Plumas a las 19:35. Se vio también como Rawson perdió el protagonismo frente a Trelew, que se mostró eje de otras líneas. Laguna Grande empezó a figurar con detalles, estando separada por 1:20 minutos de esta terminal. Luego el viaje de descenso se hacía el martes y sábados desde las 7:30 horas con arribo a Madryn a las 18:00.
El tercer informe de 1934 mostró que el viaje principal se comenzó a efectuar un solo día a la semana para partir los miércoles desde Madryn a las 8:30 los miércoles con arribo a Alto de las Plumas 20:15. En el viaje de ida a Alto de Las Plumas le infería a los trenes 11:45 horas. Mientras que el regreso se efectuaba desde esta estación los jueves a las 8:00 para arribar más rápido a Puerto Madryn a las 18:20. En tanto, la distancia para unirse con Laguna Grande se requerían 1:20 minutos.
El cuarto informe de 1936 constató la mejoría en los tiempos de los viajes a vapor y la novedad de los coches motor. El viaje de larga distancia a Las Plumas se continuó haciendo a vapor. Este corría solo los miércoles a las 8:45 y culminaba 19:30. El regreso se producía el jueves desde 7:30 con arribo a Madryn a las 17:30.
El quinto informe del 1 de abril de 1938 expuso leves variaciones. El viaje principal partía los miércoles desde Madryn a Las Plumas a las 8:00 horas para arribar a las 19:30 horas. El tren alcanzaba desde este punto a las 7:30 para arribar a Madryn a las 17:30.
El itinerario de Ferrocarriles del Estado del 15 de diciembre de 1940 detalla que el viaje principal partía los miércoles desde Madryn a Las Plumas a las 7:45 horas y arribo a las 19:30 horas a Las Plumas; mientras que el regreso se emprendía desde Las Plumas los jueves las 7:00 y llegada a Madryn a las 17:30. Además, el itinerario informó que esta estación era el único punto desde Campamento Villegas en adelante que no presentaba clausura y era parada obligatoria de todos los servicios ferroviarios. Por último, el documento comunica que se precisaba 1:05 hora para unir la distancia con Laguna Grande.
El informe de 1942 no brindó grandes variaciones con el de 1936. Solo que el servicio partía los miércoles  desde Madryn a Las Plumas a las 8:00 horas para arribar a las 19:30 horas. El regreso se producía el jueves desde 7:30 con arribo a Madryn a las 17:30.
El itinerario de 1946 es uno de los más completos que abordó al ferrocarril. En el informe se comunicó la continuidad de existencia de la línea a Colonia 16 de octubre y la del Central del Chubut. El viaje partía siempre en trenes mixtos de cargas y pasajeros. El tren salía de Madryn a las 7:30, luego el viaje culminaba en Altos de Las Plumas a las 19:30. El tiempo de 12 horas de viaje se debió a que el mismo se hacía a vapor. Los servicios de trenes mixtos ejecutaban el regreso los jueves desde 7:00 con arribo a Madryn a las 18:30. Se mostró un leve empeoramiento de los tiempos del ferrocarril.
El mismo itinerario con fecha el 15 de diciembre de 1946 fue presentado por otra editorial y en el se hizo mención menos detallada de los servicios de pasajeros de este ferrocarril. El itinerario difirió principalmente en lo relacionado con varios puntos como estaciones y apeaderos que fueron colocados con otros nombres. Sin embargo, la diferencia más notable fue la ausencia de los desvíos kilómetro 11, kilómetro 22,  kilómetro 50, kilómetro 114, kilómetro 122, kilómetro 132 y kilómetro 141. La estación permaneció clausurada o como apeadero.
El itinerario emitido el 10 de diciembre de 1948 describió el viaje de cargas por primera vez. Este viaje tenía paradas en todos los puntos hasta la punta de riel y la particularidad que iniciaba en Trelew los martes desde las 9 en forma condiciona y finalizaba en Altos de Las Plumas a las 17:15; mientras que el  regreso se producía los viernes desde las 8:25 y arribo a Trelew a las 15:55. En cuanto al viaje completo, iniciaba con tren mixto desde Madryn a los jueves a las 7:40 y finalizando en Altos de las Plumas a las 18:20. El regreso se producía los viernes desde las 9:20 y arribo a Madryn a las 19:20. En cuanto al funcionamiento del ferrocarril en este punto, la estación no era un lugar de carga de las locomotoras; siendo el último punto de abastecimiento la estación Boca de la Zanja.    
Para el último informe de horarios de noviembre de 1955 se volvió a ver disociada a la estación Madryn del resto de las líneas. En este informe se comunicó que los servicios de pasajeros corrían los miércoles desde las 10:30 de Trelew en trenes mixtos hacia Las Plumas con arribo a las 17:43. Para unir los cuasi 30 kilómetros que la separaban de Laguna Grande se necesitaba 55 minutos, con una evidente mejora. La vuelta salía el jueves desde 10:00 con arribo a Trelew a las 16:53.